# Puberté (Munch)
Puberté  (en norvégien : Pubertet) est un tableau expressionniste, daté de 1894-1895, du peintre norvégien Edvard Munch, qui est alors âgé de 31 ou 32 ans. 
Le thème de la puberté a été abordé plusieurs fois par Munch. Ce tableau est une nouvelle exécution d'un tableau précédent détruit par un incendie. On ne sait pas quel est le degré de ressemblance entre les deux tableaux.

## Description
Une jeune fille nue est assise au bord d'un lit. Ses yeux sont dirigés vers le spectateur du tableau. Ses bras trop longs sont croisés sur ses genoux comme si elle voulait cacher ce qui motive son angoisse. 
Son ombre projetée sur le mur d'une manière non naturelle se présente comme une obscure menace sous la forme de quelque obscur écoulement. La jeune fille est confrontée à sa propre sexualité.

## Commentaires
Le tableau est évoqué dans le roman Les androïdes rêvent-ils de moutons électriques ?, de Philip K. Dick, écrit en 1966. Il y est comparé, à propos des sensations esthétiques des androïdes, avec l'autre tableau célèbre de Munch, Le Cri.
Julien Green, dans son Journal, à la date du 19 février 1974, évoque aussi ce tableau :« Nue et les mains jointes cachant son sexe, une fillette est assise sur son lit. Dans ses yeux, une perplexité profonde, et derrière elle, l'ombre de toute sa personne, comme un nuage noir couvrant le mur. J'ai reçu de cette peinture une impression dont je n'arrive pas à me débarrasser. Il semble en effet qu'elle exprime mieux que bien des livres ce qu'il y a de troublant, j'allais dire de tragique, dans le mystère de la sexualité. »